# Elizabeth Rodrigues Gomes
Pour les articles homonymes, voir  Rodrigues et Gomes.
Elizabeth Rodrigues Gomes, née le 15 janvier 1965 à Santos (Brésil), est une athlète handisport brésilienne concourant en lancer du disque catégorie F52 pour les athlètes en fauteuil roulant.

## Jeunesse
Elle est diagnostiquée d'un sclérose en plaques en 1993. D'abord catégorisée en F55, elle passe en F52 en 2018 à cause de l'aggravation des symptômes liés à sa maladie.

## Carrière
Elizabeth Rodrigues Gomes commence la sport de haut au niveau international en 2006.
En 2019, elle remporte le titre mondial en F53 avec un jet à 16.89 m, nouveau record de la discipline devant les deux Ukrainiennes Iana Lebiedieva et Zoia Ovsii. Deux ans plus tard, aux Jeux paralympiques, elle monte sur la première marche du podium en F52 en battant son propre record du monde avec un jet à 17,33 m, une nouvelle fois devant les Ukrainiennes Lebiedieva et Ovsii.

## Palmarès

### Jeux paralympiques
- médaille d'or en lancer du disque F53 aux Jeux paralympiques d'été de 2020 à Tokyo

### Championnats du monde
- médaille d'or en lancer du disque F53 aux Championnats du monde 2019 à Dubaï
- médaille de bronze en lancer du poids F54 aux Championnats du monde 2015 à Doha

### Jeux parapanaméricains
- médaille d'or en lancer du disque F53 aux Jeux parapanaméricains de 2019 à Lima

- médaille d'or en lancer du disque F54/55 aux Jeux parapanaméricains de 2015 à Toronto
- médaille d'argent en lancer du poids F53-55 aux Jeux parapanaméricains de 2015 à Toronto